# Porečka

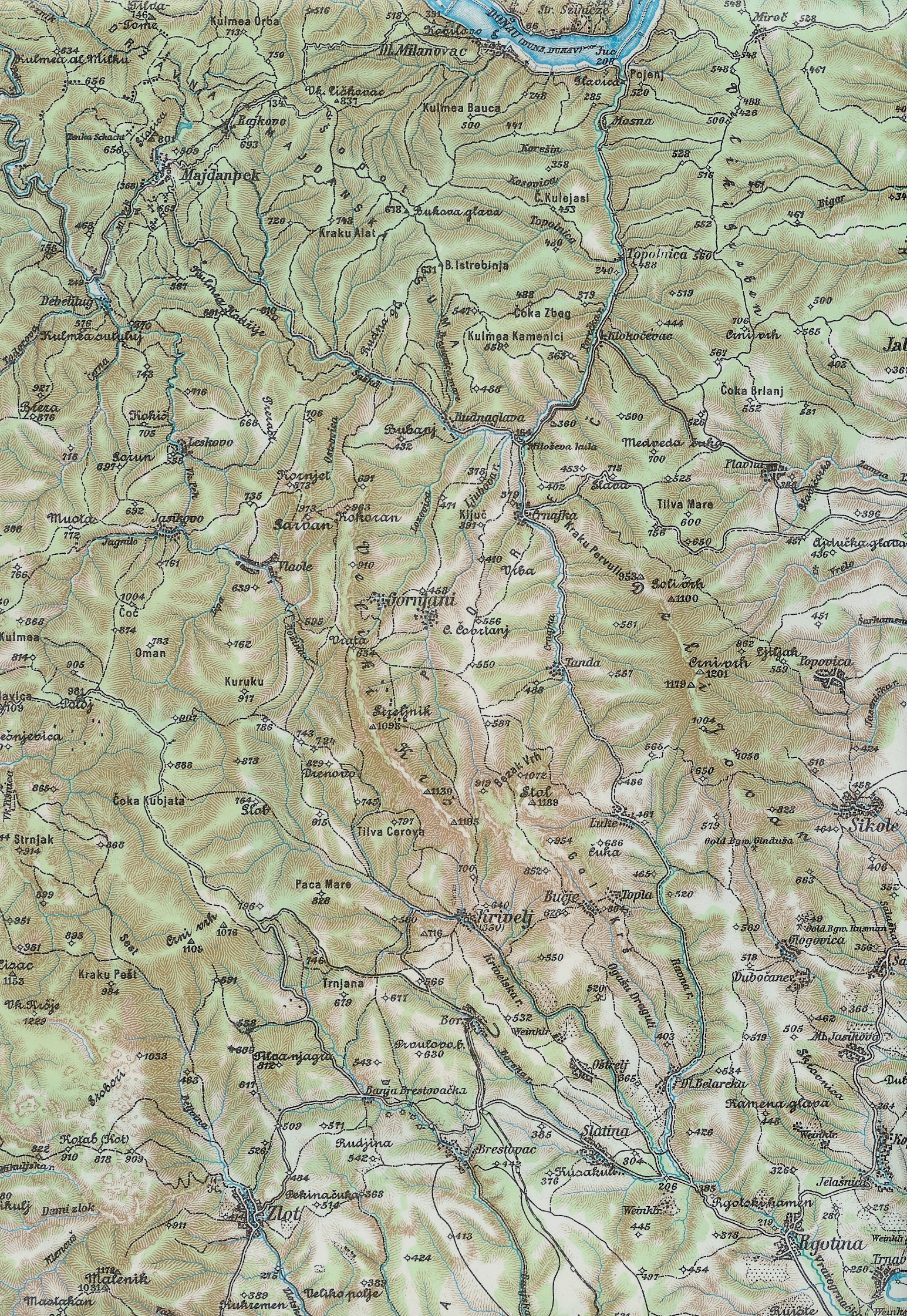
El área al este de Laznica en Serbia, municipio de Majdanpek, condado de Bor.

El río Porečka (en serbio: Поречка река/Porečka reka, lit. 'río Poreč') es un río del este de Serbia de cincuenta kilómetros de longitud, afluente por la derecha del Danubio, en que desemboca en las Puertas de Hierro. Surge por la unión de otros dos ríos, el Šaška y Crnajka, que se juntan en el pueblo de Miloševa Kula.

## Nacimiento
El río Crnajka, el más corto de los dos que lo forman, es el que se considera el primer tramo del Porečka. Nace en la ladera occidental del monte Deli Jovan y corre hacia el norte, junto a los pueblos de Tanda y Crnajka, por el valle que forma el Deli Jovan, que lo cierra por el este, y los montes Veliki Krš y Mali Krš, al oeste.
El río Šaška, el otro que forma el Porečka, tiene una longitud mayor (17 km) y nace en la ladera norte del monte Liškovac, bajo la cumbre más alta, Veliki Liškovac, al este de la ciudad de Majdanpek. El río corre hacia el sur, rodeando el flanco occidental del Liškovac y la ladera septentrional del monte Mali Krš, junto a la mina de cobre más antigua de Europa y a la antaño próspera aldea minera de Rudna Glava. Se encuentra con el Crnajka en el estrecho valle entre montañas situado al sur del Liškovac y al norte del Deli Jovan, en el pueblo de Miloševa Kula; juntos forman el río Porečka.

## Poreč
En los veintitrés kilómetros siguientes el río se conoce ya con el nombre de Porečka. Se interna en el estrecho valle de Poreč y en la región homónima. Su nombre significa «tierra junto al río» o «valle fluvial». El río continúa en dirección norte, la que hasta entonces ha tenido el Crnajka, entre los montes Liškovac (al oeste) y Veliki Greben (al este).
Las principales localidades que atraviesa el río son las aldeas de Klokočevac, Topolnica y Mosna, y la pequeña ciudad de Donji Milanovac (que en el Medievo también se llamaba Poreč) cerca de su desembocadura en el Danubio, que se verifica en el Puertas de Hierro. Desde que se construyó la presa hidroeléctrica de Đerdap, el río desemboca en el embalse de Đerdap.
La cuenca del Porečka abarca 538 km² y pertenece a su vez a la cuenca hidrográfica del mar Negro. El río no es navegable.